# 大橋のり子
大橋 のり子（おおはし のりこ）は、日本のフリーアナウンサー。

## 来歴
大阪府大阪市出身。立命館大学産業社会学部卒業。大学在学時にはアナウンススクールの生田教室に通っていた。
1974年に大学を卒業し、石川テレビのアナウンサーになる。同局在籍時には報道番組・情報番組・朗読番組を担当していた。
退社後はフリーに転じ、司会業や講師業などに携わっている。

## 担当番組
すべて石川テレビの番組。脚注の無いデータは、2006年8月当時の石川テレビ公式サイトからの参考。
- 千客万来!ほのぼのマンデー
- みまっし金沢
- FNN石川テレニュース
- 中日新聞ニュース
- 金沢三文豪の世界[5]